# Herbert Oelschlägel
Gottlob Hermann Felix Herbert Oelschlägel (Böhlitz (Leipzig), 6 januari 1908 – Amsterdam, 23 oktober 1944) was een Duitse politiebeambte. Tijdens de Tweede Wereldoorlog werkte hij voor de Amsterdamse Sicherheitsdienst. Het verzet schoot Oelschlägel in oktober 1944 dood, vanwege het grote aantal slachtoffers dat hij maakte.

## Levensloop
Oelschlägel woonde vanaf 1928 in Den Haag. Hij werkte voor een internationale organisatie van fabrikanten en handelaren in sieraden en edelstenen met de naam BIBOA. Hij begon als assistent van de secretaris van de organisatie, maar maakte carrière toen die wegens ziekte uitviel. Na de Duitse inval in Nederland vervallen zijn werkzaamheden grotendeels. Oelschlägel sprak goed Nederlands, waardoor hij bij de nieuwe machthebbers werk vond als tolk. Een van de instellingen waar hij voor werkte was de Sicherheitspolizei/ Sicherheitsdienst. Hij kwam als politiebeambte zonder rang (Polizei-angestelter) in dienst van de SD. Zijn takenpakket bestond al snel uit meer dan slechts vertalen. Willy Lages liet hem actief jacht maken op het ontluikende Nederlandse verzet.
Na een jaar vertrok hij in 1941 naar Berlijn om daar te werken voor BIBOA, maar keerde na een korte periode in de Duitse hoofdstad in maart 1942 weer terug naar Nederland. Hij kwam weer in dienst van de Sicherheitsdienst in Amsterdam. Als sacharbeiter was hij belast met het verhoren van gevangenen. Hij deed aanbevelingen wat voor straf gevangenen moesten krijgen, meestal volgden de Duitse instanties zijn adviezen op. Oelschlägel was verantwoordelijk voor de werving van Irma Seelig en Miep Oranje als V-vrouwen. Zowel Seelig als Oranje waren eerder actief binnen het verzet en werden berucht vanwege het grote aantal slachtoffers dat zij maakten. Dankzij Seelig, met wie Oelschlägel een seksuele relatie had, kon een deel van de verzetsgroep CS-6 worden opgerold.
Vanwege het grote aantal slachtoffers van Oelschlägel, besloot de top van het Amsterdamse verzet dat hij moest verdwijnen. De hoop was dat de Duitsers geen wraak zouden nemen als Oelschlägel simpelweg verdween. Op 23 oktober 1944 deed een knokploeg een poging om Oelschlägel te ontvoeren. Oelschlägel had echter door dat een auto hem volgde en bij een poging hem te ontvoeren viel een flesje chloroform op de grond. Vervolgens schoot een KP'er Oelschlägel een kogel door het hoofd. Dat gebeurde op de hoek van de Apollolaan en Beethovenstraat in Amsterdam-Zuid. De dag erna schoten de Duitsers als represaillemaatregel 29 gevangenen uit het Huis van Bewaring aan de Weteringschans dood.

## Persoonlijk
Oelschlägel was getrouwd met Anna Maria Kaufmann. Hij ligt begraven op de Duitse militaire begraafplaats in Ysselsteyn.